# 攻殻機動隊 SAC 2045
『攻殻機動隊 SAC_2045』（こうかくきどうたい エスエーシーにーぜろよんご、英語: Ghost in the Shell: SAC_2045）は、NETFLIXで配信されているWebアニメ。2020年4月よりシーズン1、2022年5月よりシーズン2が配信。

## 概要
攻殻機動隊シリーズとして初めてモーションキャプチャを使用したフル3DCGアニメーションを採用している。S.A.C.シリーズの前作と同じスタッフを集めることが出来ないため、前作同様の手書きアニメの再現が難しいとして、3DCGを採用した経緯がある。
S.A.C.シリーズを手掛けた神山健治と映画『APPLESEED』を手掛けた荒牧伸志のダブル監督で制作、キャラクターデザインはロシア出身のイラストレーター、イリヤ・クブシノブが担当。
シーズン1については『攻殻機動隊 SAC_2045 持続可能戦争』という総集編が作られ、2021年11月12日（金）～11月25日（木）の2週間限定で劇場公開が行われた。総集編は2022年5月9日よりNETFLIXで全世界配信開始。
2022年5月23日にシーズン2が引き続きNETFLIXで全世界独占配信された。『攻殻機動隊 SAC_2045 最後の人間』という総集編が作られ、2023年11月23日から3週間限定で公開。

### 作品設定の更新
現実の技術進歩を受けて、作品にリアリティを持たせる現実とのリンクについて、デフォルト，サステナブル，ダークウェブ，仮想通貨，ドローン，AI，ポストヒューマンなど、S.A.C.シリーズの前作制作時（2004年）以降に新しく流行したワードに更新されている。作中の時代設定についてもシンギュラリティが起こるとされる2045年で、現実の第3次AIブームにおける議論が色濃く反映されている。携帯端末については現実と同様のスマートフォンやタブレットが登場し、公安9課の荒巻などの電脳化率が低い者が使用している。学校に通うような子供達についても、スマートフォンやタブレットを所持し、プログラミングやファイルサーバの操作等を行う事は珍しくない。過去作では作中の「ネット」がインターネットであるとは明言しておらず、壮大な未来技術の1つとして位置付けられていたが、本作では現実のインターネット関連技術として説明されるようになった。特にWebやスマートフォンの普及と技術革新を受けて、「ソフトウェア」という従来から用いられてきた単語の他に、「Webアプリ」，「アプリ」等の用語が当たり前のように登場している（スマホアプリの発展形の電脳用アプリ（電子メールアプリ，電脳覗き穴アプリ）や、電脳からアクセスできるダークウェブも登場する）。電脳空間を表現するため、Webについてはメタバース的な描写となっている。

## ストーリー
米帝の用いたとあるAIによって、全世界同時デフォルトが発生し、一瞬にして世界経済が一度死滅した2045年。貨幣も仮想通貨もその価値を失い、AIはより高度に発展。世界は確実に崩壊への一途を辿って行っているが、まだその危機感を実感できる程ではない世界。世界は計画的かつ持続可能な戦争「サスティナブル・ウォー」へと突入した。これにより、世界各国で内戦、レイドが勃発。それはこの事態を引き起こしたアメリカも例外ではない。
卓越した電脳・戦闘スキルを誇る草薙素子率いる元公安9課のメンバーは傭兵部隊を組織し、「ゴースト」と名乗り、アメリカ・西海岸でレイドを未然に防ぐ為、民間傭兵会社から委託を受け、レイディスト達の掃討作戦を遂行していた。
その一方、一人日本に残り、解体された9課から民間警備会社へと再就職したトグサは単身、ダークウェブに潜り込み、元9課のメンバーだと思われる傭兵集団「ゴースト」の活動を調べながらも、治安悪化の一途を辿る日本で舞い込む仕事を片付けていた。そんな折、9課のトップだった荒巻からの連絡を受け取ったトグサは、現在の総理大臣が9課を再び組織することを考えている事を知らされ、かつての9課メンバーの招集を命じられる。無論、彼が向かうのは「ゴースト」が最後に仕事を引き受けたとされるアメリカ・西海岸だった。
時は少し遡り、レイディストの攻撃を完全に防ぎ切る事が出来ず、発射されたミサイルがビバリーヒルズのとある豪邸へと着弾してしまう。その失敗により、素子たちの元に駆けつけてきたアメリカ軍特殊部隊と、「ジョン・スミス」と名乗る黒服の男は、素子達の言い分を聞き入れることはせず、そのまま素子達は連行されてしまう。
連行された元9課の面々は、半ば強制的にジョン・スミスの依頼を引き受ける事となり、作戦決行日まで只管予行演習や訓練を行う事となる。同時期、元9課の面々を探すトグサは、最後に素子達が目撃された場所を見つけだすことに成功し、その場所で待機を命じられていたタチコマ達と再会。トグサはタチコマ達と共に、素子達の行方を追う。
作戦決行日、マイクロマシンで大儲けした実業家の捕獲を命じられた素子達は、ビバリーヒルズのとある豪邸へと潜入する。そこで対峙したのは”人間ではない”何か――。格闘技も、銃も綺麗に躱すそれは「ポスト・ヒューマン」と呼ばれる驚異的な知能と身体能力を持つ特異な存在。突如として現れたポスト・ヒューマンを前に、苦戦を強いられる素子達だが、辛くもその状況を打破する。
彼らの目的も分からず、大国間の謀略が渦巻く中で、9課は再び組織される。

## 登場人物
| 役名               | 声の出演    | モーションアクター |
| ------------------ | ----------- | ------------------ |
| 草薙素子           | 田中敦子    | 川渕かおり         |
| 荒巻大輔           | 阪脩→中博史 | 曽世海司           |
| バトー             | 大塚明夫    | 笠原紳司           |
| トグサ             | 山寺宏一    | 岡田地平           |
| イシカワ           | 仲野裕      | 曽世海司           |
| サイトー           | 大川透      | 武井秀哲           |
| パズ               | 小野塚貴志  |                    |
| ボーマ             | 山口太郎    |                    |
| タチコマ           | 玉川砂記子  |                    |
| 江崎プリン         | 潘めぐみ    | 山城屋理紗         |
| スタンダード       | 津田健次郎  |                    |
| ジョン・スミス     | 曽世海司    | 曽世海司           |
| 久利須・大友・帝都 | 喜山茂雄    |                    |
| シマムラタカシ     | 林原めぐみ  |                    |

## 用語
ポスト・ヒューマン
電脳化を施した人間に重度な精神的ストレスや身体的ストレスが加わった結果、脳と電脳および肉体の能力が飛躍的に向上し、驚異的な知能と身体能力を持つに至った人間のこと。電脳化された人間やガードロボットを数百万単位で操る、機関銃の弾丸の着弾位置を発砲前に把握して弾幕を回避するなどといった驚異的な能力を発揮するが、それに応じて必要となるカロリーも増えるようで、食事量が増える。電脳化されていない人間、電脳化された人間の次に来る進化を得た者として、「ポスト」ヒューマンと呼ぶ。
急な症状から覚醒が始まり、覚醒すると超人的な能力を獲得するが、元の人間性は消滅する。現時点では世界中に数人しか確認されていない。従来の治安部隊では解決不可能な犯罪を引き起こし、公安9課の再編のきっかけとなった。
元々は未来学の学術用語であり、詳細については『ポストヒューマン (人類進化)』を参照のこと。現実でも2045年にポストヒューマンが現れ、シンギュラリティが到来するかどうかは議論されている最中にある。
サスティナブル・ウォー
持続可能な戦争。作品内で「冷戦」に例えられるように、一種の経済的活動としての戦争を行うこと。冷戦によって経済・科学技術が進歩したことを模倣し、兵士ではないものには「弾が届かない」ように戦争を行うことで、持続的な発展を図ろうとすること。しかし、実際には世界各国で内戦、レイドが勃発している。
『サスティナブル』は現実ではSDGs関連の話題で注目されている言葉である。

## スタッフ
- 原作 - 士郎正宗 『攻殻機動隊』（講談社 KCデラックス刊）
- Produced by 石川光久 × ジョセフ・チョウ
- 監督 - 神山健治 × 荒牧伸志
- シリーズ構成 - 神山健治
- キャラクターデザイン - イリヤ・クブシノブ、山田正樹
- 3Dキャラクタースーパーバイザー - 松重宏美
- プロダクションデザイナー - 臼井伸二、寺岡賢司、松田大介、ジェシカ・ルイス
- モデリングスーパーバイザー - 田崎真允
- リギングスーパーバイザー - 錦織洋介、井上暢三
- エフェクトスーパーバイザー - 清塚拓也
- ライティングコンポジットスーパーバイザー - 高橋孝弥
- 編集 - 定松剛
- 音楽 - 戸田信子 × 陣内一真
- サウンドデザイナー - 高木創
- 音楽制作 - フライングドッグ
- アニメーション制作 - Production I.G × SOLA DIGITAL ARTS
- 製作 - 攻殻機動隊2045製作委員会

## 各話リスト
| #  | タイトル                                      | 脚本              | 絵コンテ          |
| -- | --------------------------------------------- | ----------------- | ----------------- |
| 1  | NO NOISE NO LIFE / 持続可能戦争               | 神山健治          | 神山健治          |
| 2  | AT YOUR OWN RISK / 壁が隔てるもの             | 神山健治          | 荒牧伸志          |
| 3  | MARVERICK / 作戦行動中行方不明                | 檜垣亮            | 谷口悟朗 神山健治 |
| 4  | SACRIFICIAL PAWN / 分界よりの使者             | 砂山蔵澄          | 浜名孝行          |
| 5  | PATRICK HUGE / 神からの贈り物                 | 檜垣亮            | 頂信司 荒牧伸志   |
| 6  | DISCLOSURE / 量子化された福音                 | 土城温美          | 岡村天斎          |
| 7  | PIE IN THE SKY / はじめての銀行強盗           | 土城温美          | 長沼範裕          |
| 8  | ASSEMBLE / トグサの死によってもたらされる事象 | 大東大介 神山健治 | 福田道生 荒牧伸志 |
| 9  | IDENTITY THEFT / 一人きりの闘争               | 佐藤大 神山健治   | 岡村天斎          |
| 10 | NET PEOPLE / 炎上に至る理由                   | 砂山蔵澄          | 宮地☆昌幸         |
| 11 | EDGELORD / 14歳革命                           | 土城温美 神山健治 | 岡村天斎          |
| 12 | NOSTALGIA / 全てがNになる。                   | 大東大介 神山健治 | 増井壮一          |

| #  | タイトル                             | 脚本              | 絵コンテ  |
| -- | ------------------------------------ | ----------------- | --------- |
| 1  | DOMINO EFFECT / お馬鹿なククーシキン | 檜垣亮            | 岡村天斎  |
| 2  | CLOSE CALL / 覚醒しちゃいました      | 檜垣亮            | 岡村天斎  |
| 3  | FACTOR / 1A84                        | 檜垣亮            | 増井壮一  |
| 4  | MEMORIES / 天国で生まれて            | 土城温美          | 岡村天斎  |
| 5  | ROOM 101 / 夜と霧                    | 砂山蔵澄 神山健治 | 増井壮一  |
| 6  | N-POWER / 独立国家のつくり方         | 檜垣亮 神山健治   | 宮地☆昌幸 |
| 7  | TRUTH POINT OF CONTACT / 約束の橋    | 佐藤大 神山健治   | 増井壮一  |
| 8  | DEMI DEUS / 神へと進化するモノたち   | 大東大介 神山健治 | 岡村天斎  |
| 9  | LAST RESORT / 永い眠り               | 土城温美 神山健治 | 岡村天斎  |
| 10 | OPERATION STANDOFF / 開戦            | 砂山蔵澄 神山健治 | 増井壮一  |
| 11 | DOOMSDAY / 荒城の月                  | 檜垣亮 神山健治   | 岡村天斎  |
| 12 | DOUBLE THINK / 事象の境界線          | 土城温美 神山健治 | 宮地☆昌幸 |

## 主題歌
「Fly with me」
millennium parade × ghost in the shell: SAC_2045によるシーズン1のオープニングテーマ。作詞はermhoi、作曲・編曲は Daiki Tsuneta。
「Secret Ceremony」
millennium paradeによるシーズン2のオープニングテーマ。作詞はermhoi、作曲・編曲はDaiki Tsuneta。
「sustain++;」
Miliによるシーズン1のエンディングテーマ。作詞はCassie Wei、作曲・編曲はYamato Kasai, Yukihito Mitomo, Shoto Yoshida, Cassie Wei。
「No Time to Cast Anchor」
millennium paradeによるシーズン2のエンディングテーマ。作詞はermhoi、作曲・編曲はDaiki Tsuneta。
「Don’t Break Me Down」
Scott Matthewによるシーズン2の挿入歌。作詞・作曲は戸田信子と陣内一真。

## コラボレーション
- KDDI - KDDIの提供しているAR・VR技術とコラボレーション[11]。
- ULTRAMAN - 同じ制作会社によるアニメとしてコラボレーション。PVとビジュアルがYoutubeにて公開された[12]。
- less than human - less than humanのサングラスとコラボレーション[13]。
- ヒョンデ・アイオニック5N - 韓国、ヒョンデ自動車とコラボレーション。日本仕様のアイオニック5N発売記念としてプロモーションを行った。

## 映像ソフト
- 「攻殻機動隊 SAC_2045」Blu-ray BOX (特装限定版) 2021年11月26日発売
- 攻殻機動隊 SAC_2045 持続可能戦争 2023/5/26発売
- 攻殻機動隊 SAC_2045 Season 2 Blu-ray BOX 2023/11/22発売